# Dom Bosco
Dom Bosco is een gemeente in de Braziliaanse deelstaat Minas Gerais. De gemeente telt 3.839 inwoners (schatting 2009).

## Aangrenzende gemeenten
De gemeente grenst aan Brasilândia, Bonfinópolis de Minas, Natalândia en Unaí.

## Galerij

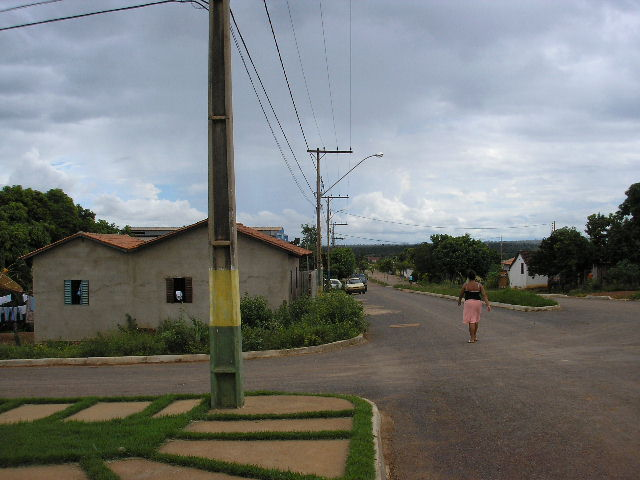
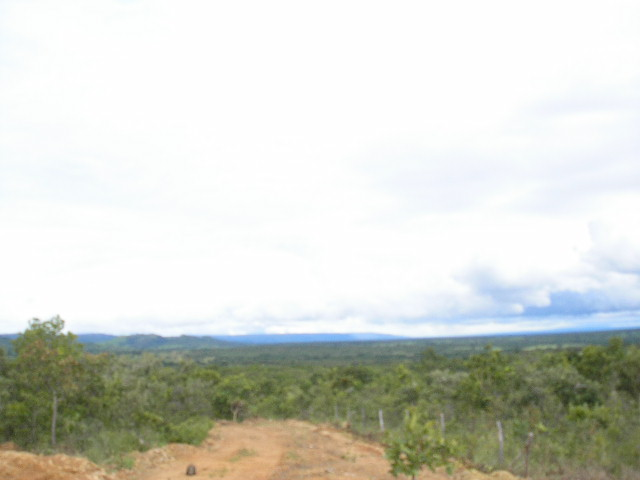